# Дін Вудс
Дін Вудс (англ. Dean Woods, 22 червня 1966 — 3 березня 2022) — австралійський велогонщик.
Олімпійський чемпіон 1984 року в командній гонці переслідування, срібний призер 1988 року в індивідуальній гонці переслідування, бронзовий призер 1988 (командна гонка переслідування), 1996 (командна гонка переслідування) років.
Переможець Ігор Співдружності 1986 (індивідуальна гонка переслідування), 1986 (командна гонка переслідування), 1994 (командна гонка переслідування) років, срібний призер 1986 року в скретчі на 10 миль, бронзовий призер 1994 року в гонці за очками.